# Liesse-Notre-Dame
Liesse-Notre-Dame és un municipi francès situat al departament de l'Aisne i a la regió dels Alts de França. L'any 2007 tenia 1.194 habitants.

## Demografia

### Població
El 2007 la població de fet de Liesse-Notre-Dame era de 1.194 persones. Hi havia 487 famílies de les quals 177 eren unipersonals (55 homes vivint sols i 122 dones vivint soles), 141 parelles sense fills, 110 parelles amb fills i 59 famílies monoparentals amb fills.
La població ha evolucionat segons el següent gràfic:
Habitants censats

### Habitatges
El 2007 hi havia 552 habitatges, 498 eren l'habitatge principal de la família, 22 eren segones residències i 31 estaven desocupats. 475 eren cases i 73 eren apartaments. Dels 498 habitatges principals, 308 estaven ocupats pels seus propietaris, 158 estaven llogats i ocupats pels llogaters i 32 estaven cedits a títol gratuït; 4 tenien una cambra, 54 en tenien dues, 90 en tenien tres, 148 en tenien quatre i 202 en tenien cinc o més. 283 habitatges disposaven pel capbaix d'una plaça de pàrquing. A 259 habitatges hi havia un automòbil i a 118 n'hi havia dos o més.

### Piràmide de població
La piràmide de població per edats i sexe el 2009 era:
| Homes | Edats   | Dones |
| ----- | ------- | ----- |
| 0     | 95 o +  | 8     |
| 0     | 90 a 94 | 20    |
| 4     | 85 a 89 | 32    |
| 0     | 80 a 84 | 8     |
| 24    | 75 a 79 | 48    |
| 32    | 70 a 74 | 60    |
| 32    | 65 a 69 | 36    |
| 16    | 60 a 64 | 48    |
| 12    | 55 a 59 | 20    |
| 44    | 50 a 54 | 36    |
| 44    | 45 a 49 | 48    |
| 48    | 40 a 44 | 64    |
| 28    | 35 a 39 | 48    |
| 56    | 30 a 34 | 64    |
| 36    | 25 a 29 | 28    |
| 40    | 20 a 24 | 36    |
| 64    | 15 a 19 | 28    |
| 36    | 10 a 14 | 40    |
| 52    | 5 a 9   | 44    |
| 28    | 0 a 4   | 40    |

## Economia
El 2007 la població en edat de treballar era de 718 persones, 508 eren actives i 210 eren inactives. De les 508 persones actives 445 estaven ocupades (236 homes i 209 dones) i 61 estaven aturades (35 homes i 26 dones). De les 210 persones inactives 64 estaven jubilades, 48 estaven estudiant i 98 estaven classificades com a «altres inactius».

### Ingressos
El 2009 a Liesse-Notre-Dame hi havia 505 unitats fiscals que integraven 1.144 persones, la mediana anual d'ingressos fiscals per persona era de 14.883 €.

### Activitats econòmiques
Dels 36 establiments que hi havia el 2007, 1 era d'una empresa extractiva, 2 d'empreses alimentàries, 2 d'empreses de construcció, 9 d'empreses de comerç i reparació d'automòbils, 5 d'empreses de transport, 2 d'empreses d'hostatgeria i restauració, 2 d'empreses financeres, 2 d'empreses de serveis, 8 d'entitats de l'administració pública i 3 d'empreses classificades com a «altres activitats de serveis».
Dels 11 establiments de servei als particulars que hi havia el 2009, 1 era una oficina d'administració d'Hisenda pública, 1 gendarmeria, 1 oficina de correu, 2 oficines bancàries, 1 fusteria, 2 perruqueries, 2 restaurants i 1 saló de bellesa.
Dels 9 establiments comercials que hi havia el 2009, 1 era una gran superfície de material de bricolatge, 2 fleques, 2 carnisseries, 1 una peixateria, 1 una llibreria, 1 una botiga d'equipament de la llar i 1 una botiga de material de revestiment de parets i terra.

## Equipaments sanitaris i escolars
L'únic equipament sanitari que hi havia el 2009 era una farmàcia.
El 2009 hi havia 1 escola maternal i 2 escoles elementals. Liesse-Notre-Dame disposava d'un col·legi d'educació secundària amb 106 alumnes.

## Poblacions més properes
El següent diagrama mostra les poblacions més properes.